# نیکومدیا
نیکومدیا یا نیکومیدیا (به یونانی: Νικομήδεια) نام شهری باستانی در شمال‌غربی آسیای صغیر در نزدیکی بسفر (در ترکیهٔ امروزی) بود که ایزمیت امروزی در مکان آن قرار دارد. این شهر که نخست آستاکوس نام داشت به دست لیسیماخوس، جانشین اسکندر ویران شد اما نیکومدس یکم، شاه بیتینی، آن را در سال ۲۶۴ پیش از میلاد با نام جدید نیکومدیا که برگرفته از نام خودش بود باز بنیاد نهاد و آنجا را به‌عنوان پایتخت خود برگزید.
نیکومدیا به مدت ۴ سده از رونق و شکوفایی برخوردار بود تا آنکه در سال ۲۵۸ میلادی مورد حملهٔ گوتها قرار گرفت و غارت شد. با این حال این شهر پس از به قدرت رسیدن دیوکلتیان، امپراتور روم به عنوان پایتخت بخش خاوری امپراتوری در نظر گرفته‌شد اما دیری نپایید که بیزانتیوم (بعدتر کنستانتینوپول) به عنوان پایتخت روم شرقی جایگزین آن گردید.

## نگارخانه

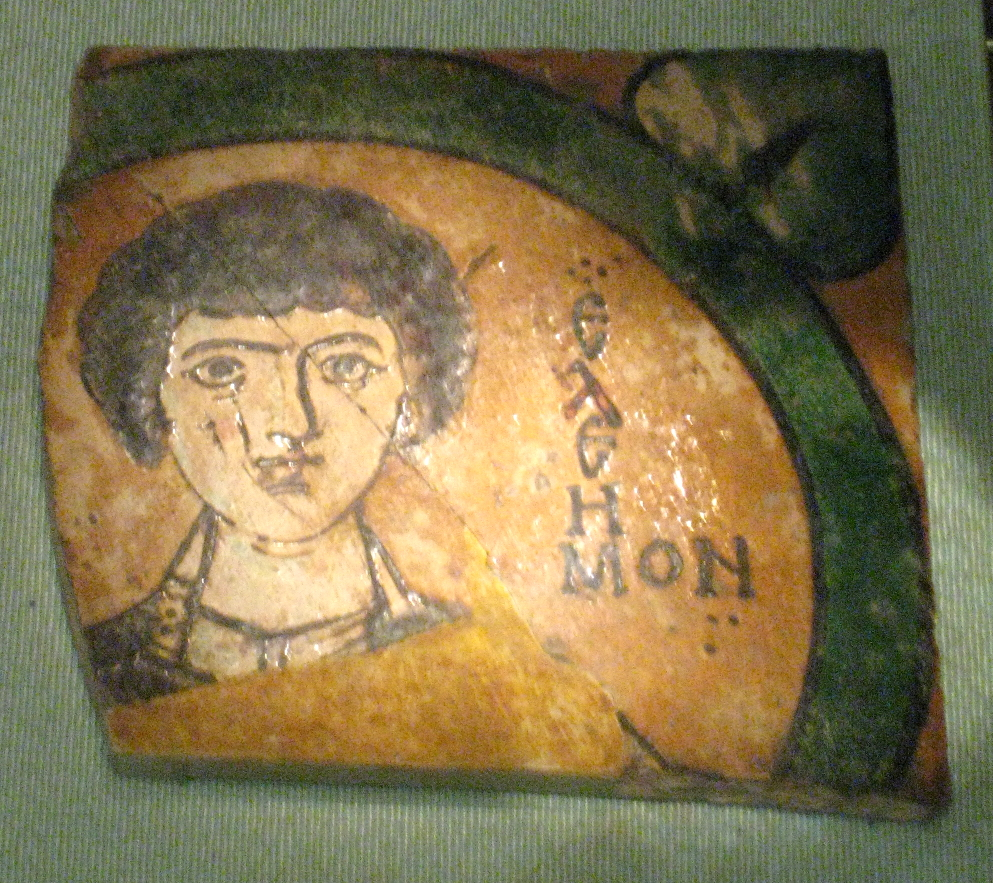
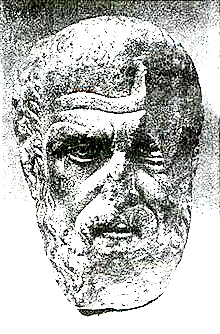
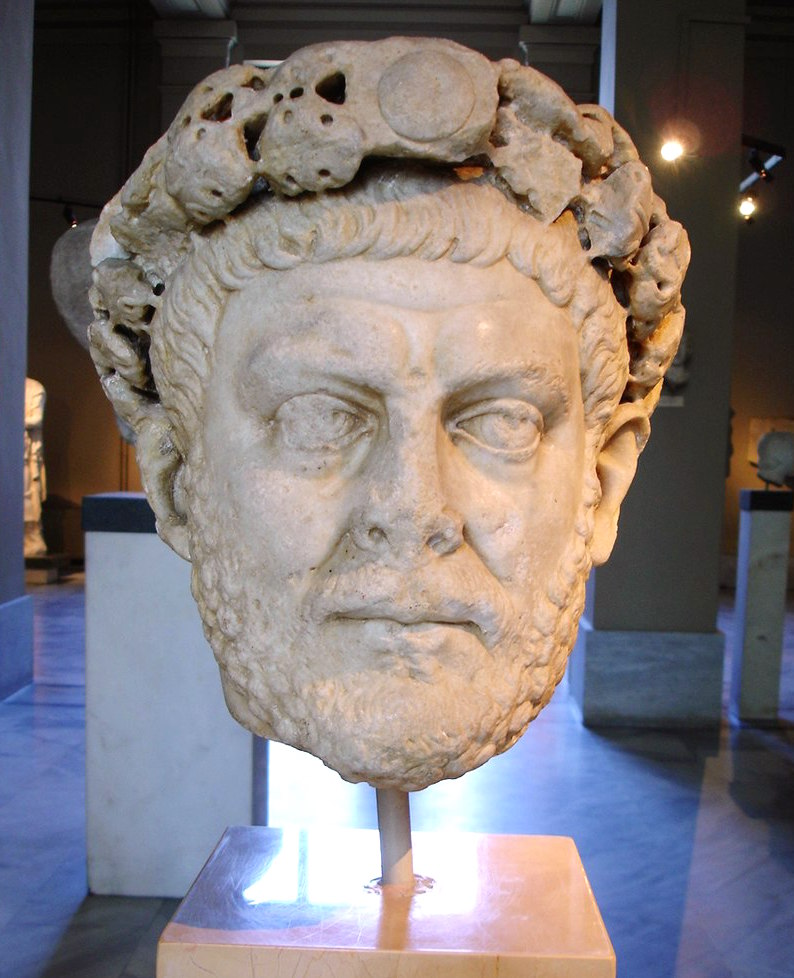
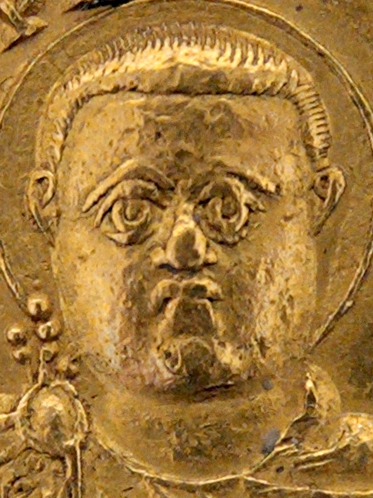